# Nephrotoma saccai
Nephrotoma saccai är en tvåvingeart som först beskrevs av Mannheims 1951.  Nephrotoma saccai ingår i släktet Nephrotoma och familjen storharkrankar. Inga underarter finns listade i Catalogue of Life.